# Ommerborn
Ommerborn ist eine Ortschaft/Hofschaft  in Wipperfürth im Oberbergischen Kreis im Regierungsbezirk Köln in Nordrhein-Westfalen (Deutschland). Sie liegt südlich von Wipperfürth, an der Grenze zu Lindlar.

## Geschichte
Die Keimzelle des Ortes ist der erstmals 1470 urkundlich erwähnte Hof Ommerborn, der bis heute besteht. Die Namensgebung ist umstritten. Zum einen wird erwähnt, „Ommer“ hieße „fließendes Wasser“, zum anderen entspringe dieser Namensteil der „Goldammer“. Auch der Teil „born“ ist strittig, plausibel scheint hier wohl die altdeutsche Bezeichnung für Quelle, da der Bach Ommer am Hof Ommerborn entspringt.
Der wohl bekannteste Einwohner war Pastor Johann Peter Ommerborn, der als „Held von Ommerborn“ 1795 den Widerstand der bergischen Bauern gegen die französischen Revolutionstruppen organisiert hatte (siehe auch den u. g. Literaturhinweis).

## Sehenswürdigkeiten
Die 1849 erbaute Kapelle St. Johannes der Täufer, die heute unter Denkmalschutz steht, ist mit Glasfenstern des Kölner Künstlers Helmut Lang (um 1975) geschmückt. Außerdem besitzt sie eine 1774 von Jacob Claren in Köln gegossene Glocke. Sieben Fußfälle sind in der Außenmauer eingelassen. 
Ein Enkel des Stifters der Kapelle stellte dem Bozener Eucharistiner-Orden ein Grundstück neben der Kapelle zur Verfügung, auf dem 1922 ein Kloster  des Ordens errichtet wurde. Es wurde als Noviziat und Erholungsheim genutzt.
Eine weitere, ebenfalls unter Denkmalschutz stehende Sehenswürdigkeit ist ein Freiluft-Altar, der vor allem für die jährliche Fronleichnamsprozession genutzt wird.

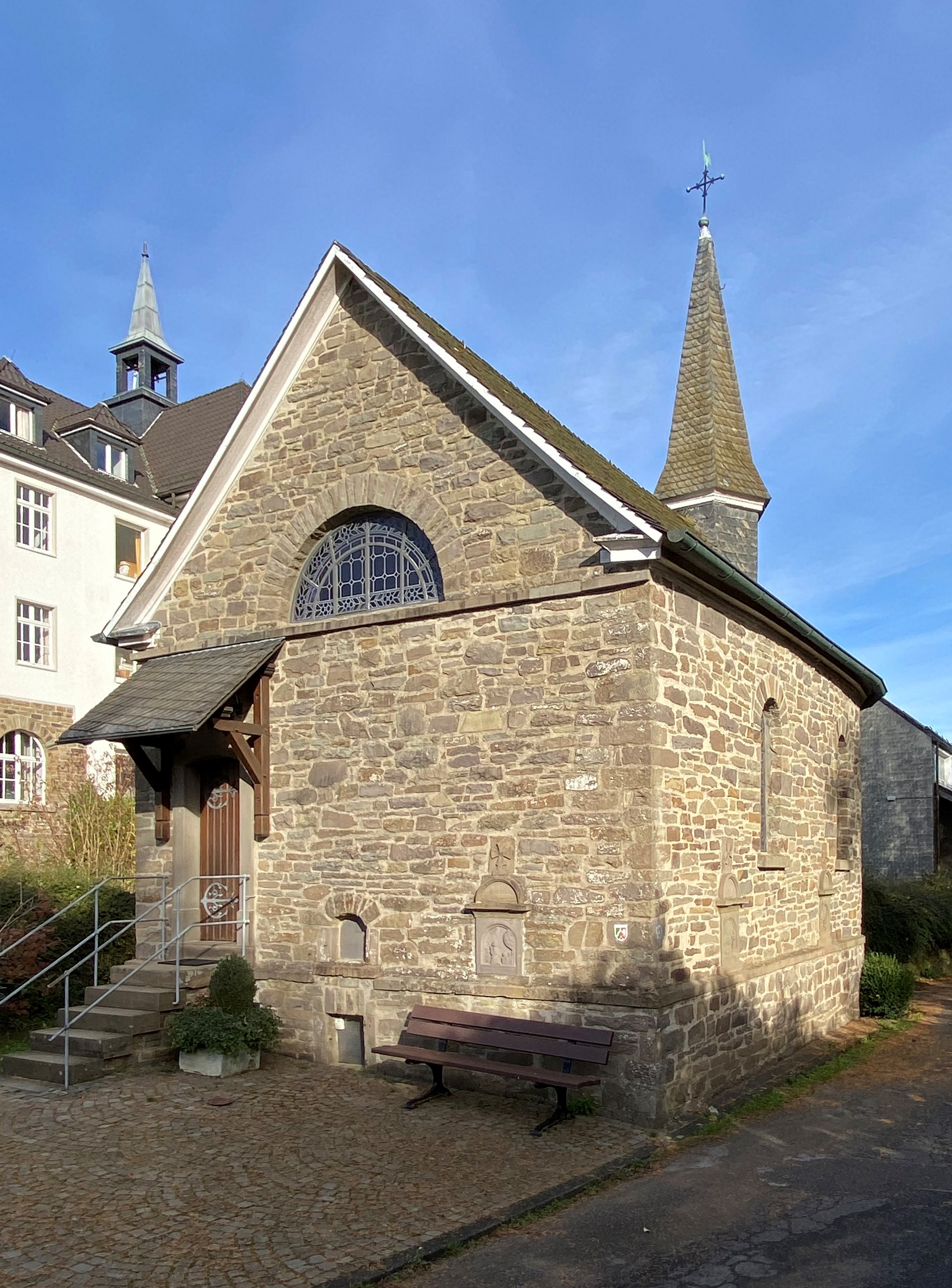
Kapelle (1849)
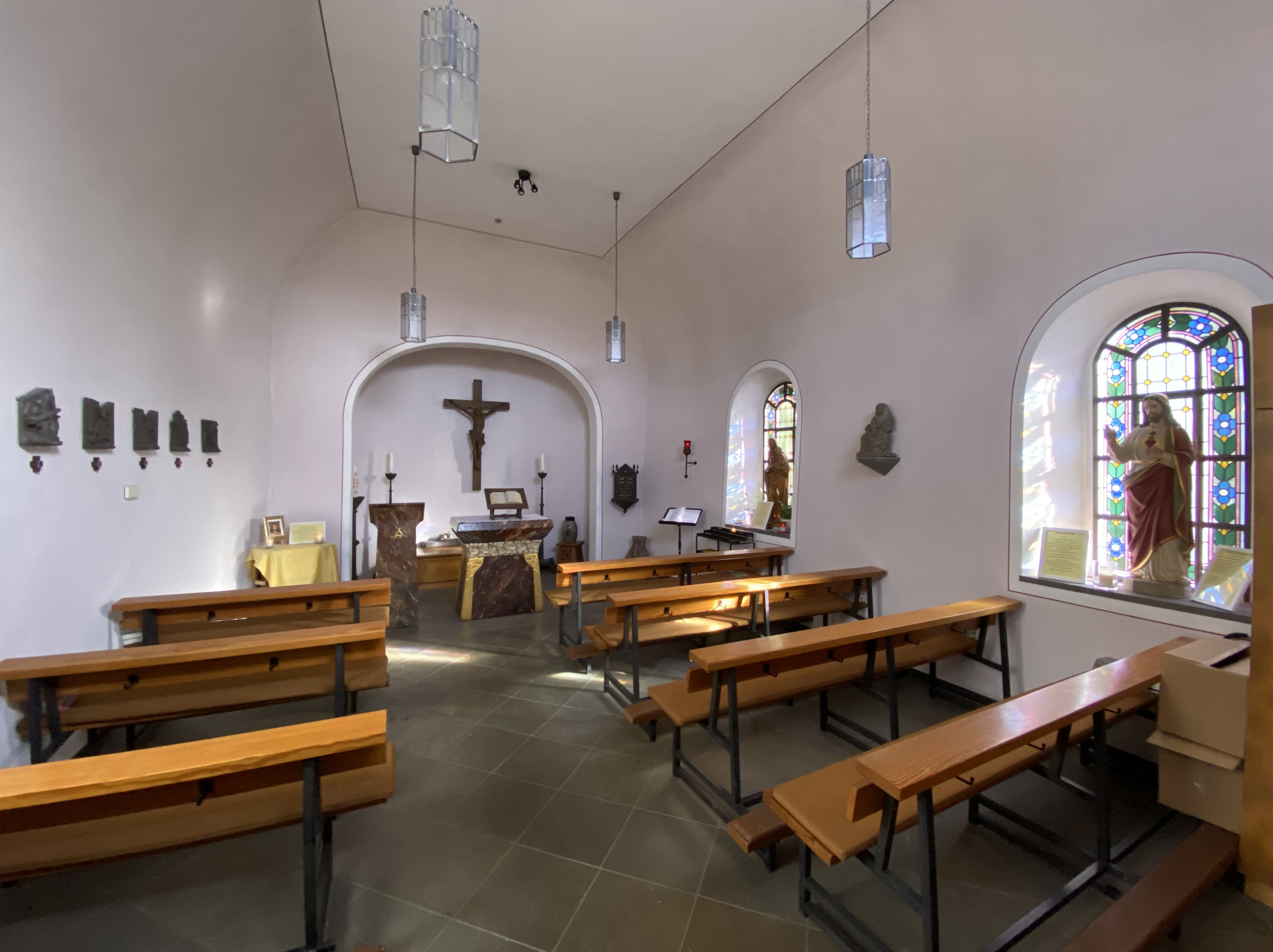
Interieur der Kapelle
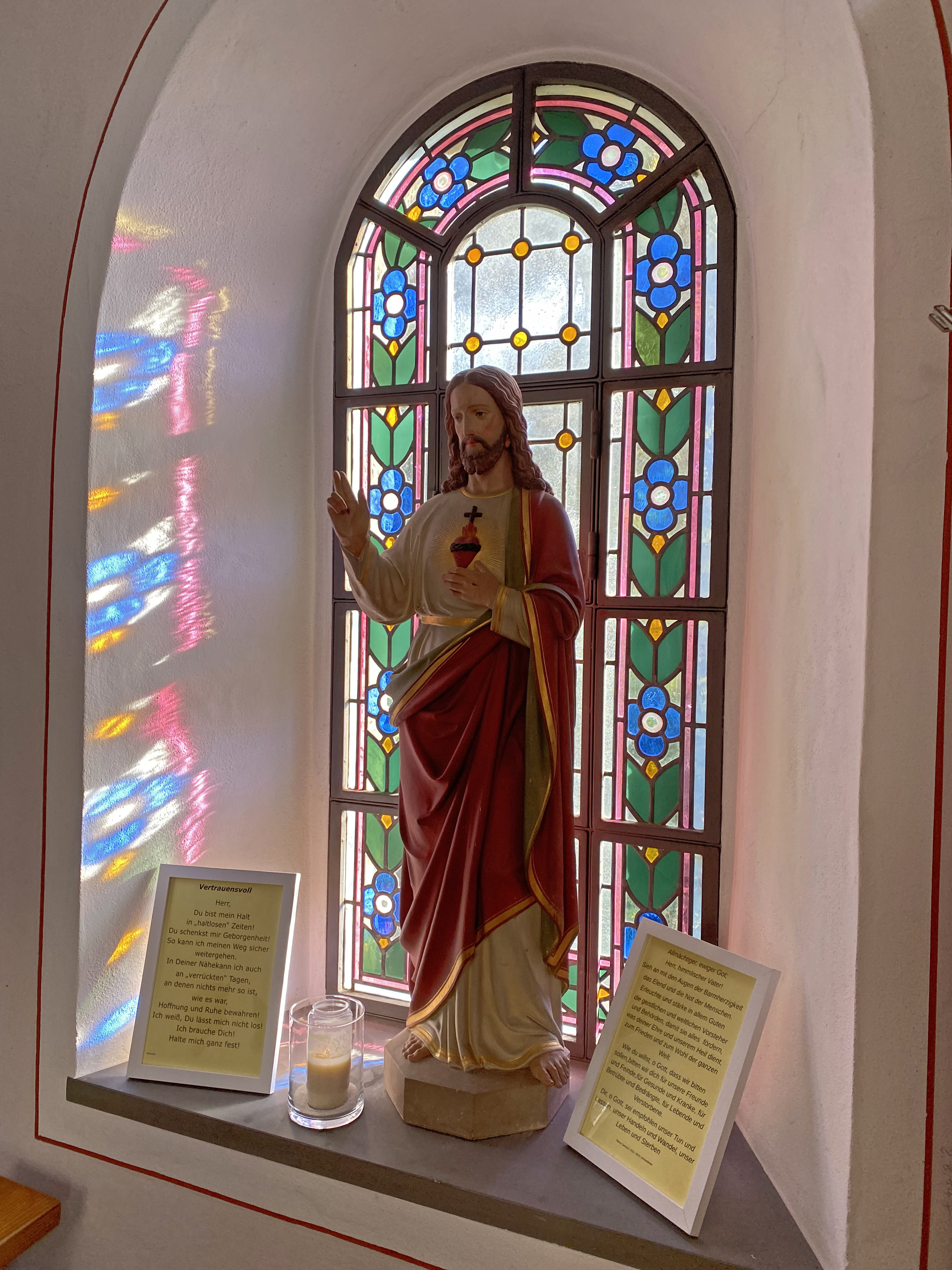
Glasfenster und Skulptur der Kapelle
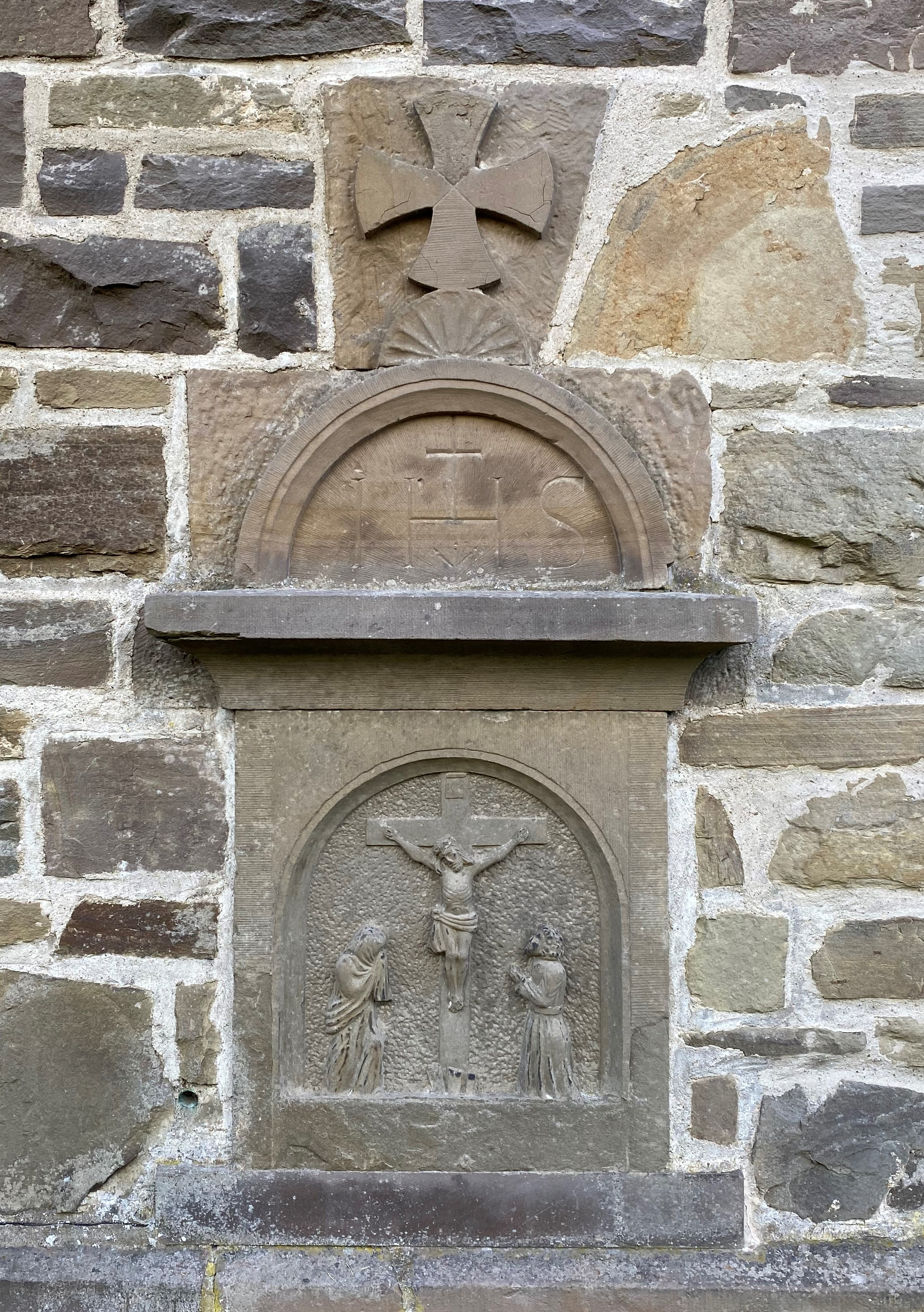
Fußfall an der Außenmauer der Kapelle
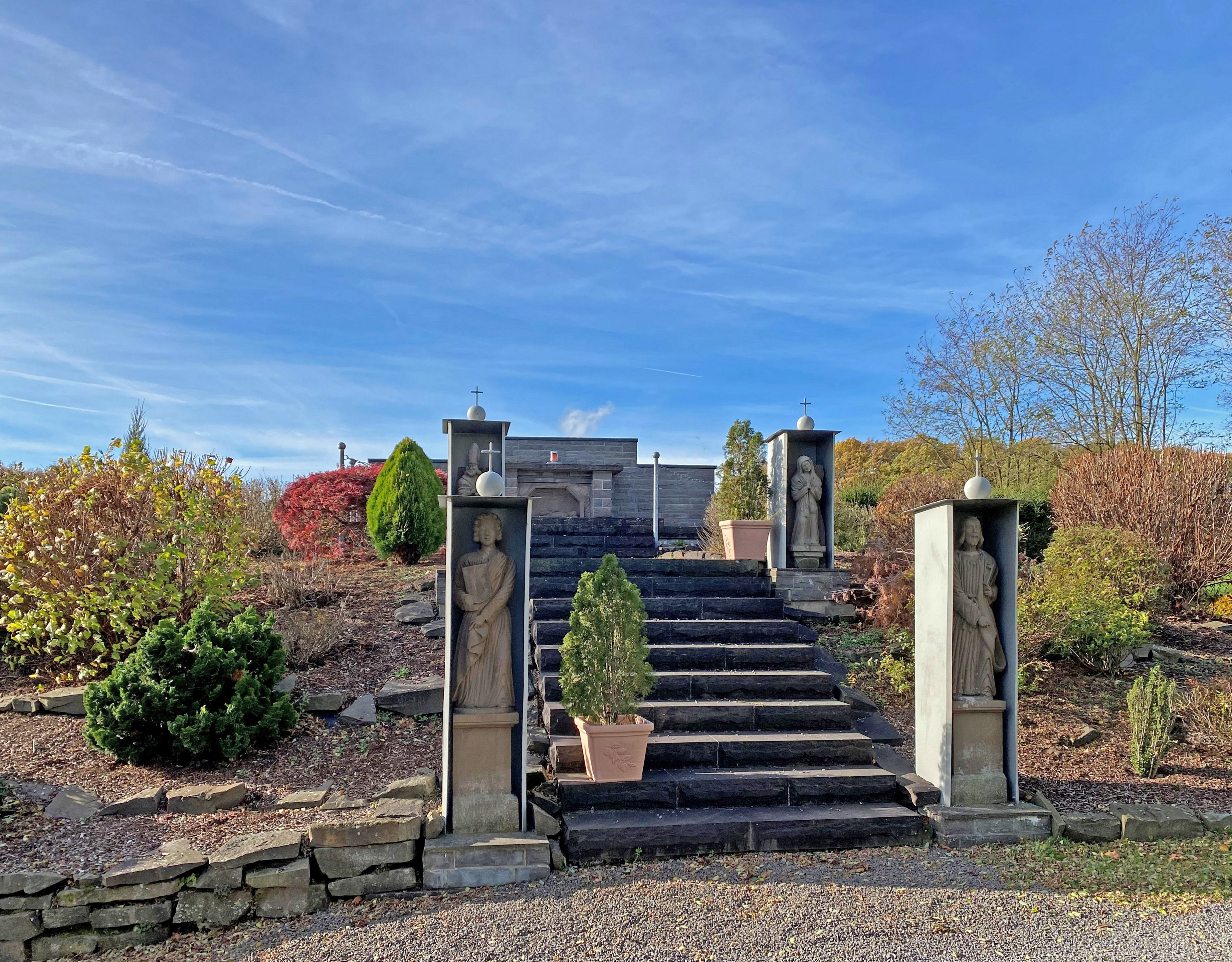
Freilicht-Altar Ommerborn